# Kanadas damlandslag i vattenpolo
Kanadas damlandslag i vattenpolo (engelska: Canada women's national water polo team) representerar Kanada i vattenpolo på damsidan. Laget tog silver i världsmästerskapet 1991 och 2009.

## Medaljer

### VM[3]
| Ort och år    | Placering |
| ------------- | --------- |
| Perth 1991    |           |
| Fukuoka 2001  |           |
| Montréal 2005 |           |
| Rom 2009      |           |